# IC 119
IC 119 је спирална галаксија у сазвјежђу Кит која се налази на листи објеката дубоког неба у Индекс каталогу.
Деклинација објекта је - 2° 2' 24" а ректасцензија 1h 27m 54,9s. Привидна величина (магнитуда) објекта IC 119 износи 14,1 а фотографска магнитуда 15,0. IC 119 је још познат и под ознакама UGC 1047, MCG 0-4-157, CGCG 385-149, DRCG 7-1, NPM1G -02.0040, PGC 5465.